# Rejon sofijiwski
Rejon sofijiwski – jednostka administracyjna wchodząca w skład obwodu dniepropetrowskiego Ukrainy.
Rejon utworzony w 1923, ma powierzchnię 1379 km² i liczy około 26 tysięcy mieszkańców. Siedzibą władz rejonu jest Sofijiwka.
Na terenie rejonu znajdują się 1 osiedlowa rada i 11 silskich rad, obejmujących w sumie 77 wsi i 3 osady.